# Боливар (връх)
Боливар (на испански: Pico Bolívar) е най-високият връх във Венецуела със своите 4978 метра надморска височина. Намира се в щата Мерида. Върхът е постоянно покрит със сняг и три малки ледника. Може да бъде достигнат единствено пеша. Има кабинков лифт до най-близкия връх Еспехо, откъдето може да започне изкачването на Боливар. Върхът е наименуван в чест на венецуелския национален герой Симон Боливар.

## Височина
Височината на този връх е оценявана и изчислявана по различни времена през историята. През 1912 г. триъгълно измерване посочва височина от 5002 m. През 1928 г. друго изчисление посочва 5007 m, което се запазва като официална височина за дълго време.
През 1990-те години учените Салер и Абад оценяват височината, основавайки се на GPS наблюдения, на 4980 m. Това, обаче, не бива потвърдено. Нови измервания с GPS са направени през 2002 г., които сочат височина от 4978 m. Тези по-коректни измервания са публикувани през 2005 г.

## Изкачване
Въпреки че е най-високата точка на Венецуела, Боливар не представлява голям интерес за експедициите до началото на 20 век. Смятало се е, че близкият връх Ел Торо е по-висок и съответно той е представлявал по-важно предизвикателство за алпинистите. Първият опит за изкачване на Боливар е през 1897 г. През 1922 г. е направен втори опит, при който експедицията достига ледника Тимонситос върху южния склон на върха. На 5 март 1935 г. Енрике Бургоин и Ериберто Маркез Молина, които са родом от района на планината, достигат за пръв път върха, акомпанирани от своя гид Доминго Пеня.
През 1951 г. на върха е поставена скулптура на Симон Боливар, дело на Маркос Леон Мариньо.

## Отдръпване на леда
Оценено е, че през 1910 г. площта, покрита от ледници на върха, е около 10 km2, разделена на две големи зони. Въздушни снимки от 1952 г. показват, че ледената покривка е вече 0,9 km2.
Към 2003 г. почти всички ледници в района са изчезнали, с изключение на две малки заледени площи. Прогнозата е, че със сегашния темп, Венецуела ще загуби всичките си ледници до 2020 г., което би я направило първата страна в Андите без ледници.